# Cattedrale di Nostra Signora dei Rimedi
La cattedrale di Nostra Signora dei Rimedi (in portoghese: Sé Catedral da Nossa Senhora dos Remédios) si trova a Luanda, in Angola. La chiesa è stata la cattedrale dell'arcidiocesi di Luanda tra il 1828 e il 1850 ed è attualmente tornata a svolgere tale funzione.

## Storia
La costruzione della Chiesa della Madonna dei Rimedi, situata nella città vecchia di Luanda, è frutto dell'iniziativa dei residenti e commercianti della zona di competere con gli edifici religiosi della zona alta della città. La chiesa fu costruita per sostituire due piccole cappelle, la cappella dello Spirito Santo e la cappella del Santo Corpo. I lavori sono iniziati nel 1655 e si sono conclusi nel 1679, anno in cui la chiesa è stata solennemente inaugurata dal vescovo Manuel da Natividade.
Nel 1716 la sede della Diocesi di Angola e Congo è stato trasferito da São Salvador do Congo a Luanda, con l'elevazione della chiesa di Nossa Senhora dos Remédios a cattedrale. Nel 1877 la cattedrale versava in rovina ed è stata restaurata tra il 1880 e il 1900, acquisendo l'aspetto attuale.
La chiesa è stata dichiarata d'interesse pubblico con decreto nº6718 del 25 maggio del 1949.

## Descrizione
La chiesa ha una pianta rettangolare con una navata centrale, tre porte all'ingresso con piccoli timpani e nella parte superiore della facciata un grande frontone triangolare con volute agli angoli e un oculo. Sui due lati della facciata svettano due torri campanarie con guglie piramidali.